# Cryptocat
Cryptocat 在2011年3月到2016年3月是一个开源的桌面应用程序，支持平台的加密在线聊天，也可以使用Chrome、Firefox和Safari的扩展程序。2016年3月推出桌面软件支持Windows，OS X和Linux。在Cryptocat 所有通信均被端到端加密技术保护。支援群組聊天、檔案分享。
Cryptocat 由 Nadim Kobeissi 和一个开源社区开发，并根据GPLv3许可条款发布。每個人皆能閱覽原始碼。
2019年2月，开发者在Twitter上宣布Cryptocat停止开发。

## 历史
Cryptocat于2011年5月19日推出应用拓展程序。
2012年6月，Kobeissi说他被国土安全部扣留在美国边境，并质疑Cryptocat的审查抵抗。之后他发布了关于此事件的推文，致媒体报道后软件的普及程度也随之上升。
2013年6月，安全研究员Steve Thomas指出了一个安全漏洞，此漏洞可用于解密2012年9月至2013年4月19日期间使用Cryptocat发生的任何群聊消息。私信不受影响，并且错误已在一个月前得到解决。作为回应，Cryptocat发布了一份安全通报，要求所有用户确保他们已升级，并通知用户过去的群组对话可能已遭到入侵。

## 對客戶的承諾
永遠免費開源，對所有通信進行加密。

## 捐款
不接受任何財務捐贈，唯一接受的捐款是每年運作的基礎設備成本，每年僅舉行一次。